# Pennelli Cinghiale
Pennelli Cinghiale S.r.l. è un'azienda produttrice di materiali per l'edilizia (principalmente pennelli) fondata nel 1945 dal commendatore Alfredo Boldrini.

## Storia
Negli anni trenta e quaranta Alfredo Boldrini e il fratello vendevano pennelli e scope fatte in casa da sette signore che le lavoravano a mano. Caricavano le loro biciclette sul treno e, una volta scesi, proponevano la loro merce di casa in casa. In altre occasioni, invece, utilizzavano un calesse per poter caricare più prodotti. L'azienda fu fondata ufficialmente nel 1945 a Cicognara, frazione di Viadana (MN), venne acquistata la prima macchina mischiatrice dalla Germania e fu definitivamente abbandonata la produzione di scope. Con il tempo l'azienda è cresciuta e ha ottenuto alcuni premi tra i quali l'Ambrogino d'oro nel 1971, il premio Europa MEC nel 1972 e il Mercurio d'oro per il primato di qualità nel 1974.
Il fondatore e presidente Alfredo Boldrini è morto il 20 marzo 2014 all'età di 93 anni. Da allora alla guida dell'azienda si trovano la figlia, Catuscia Boldrini, e le due nipoti.
Nel 2022 l'azienda è stata inserita nella lista dei marchi storici di interesse nazionale. A novembre 2024, inoltre, il brand e lo spot che l'ha reso famoso, vengono depositati come marchi multimediali nell'Unione Europea.

### Lo spot

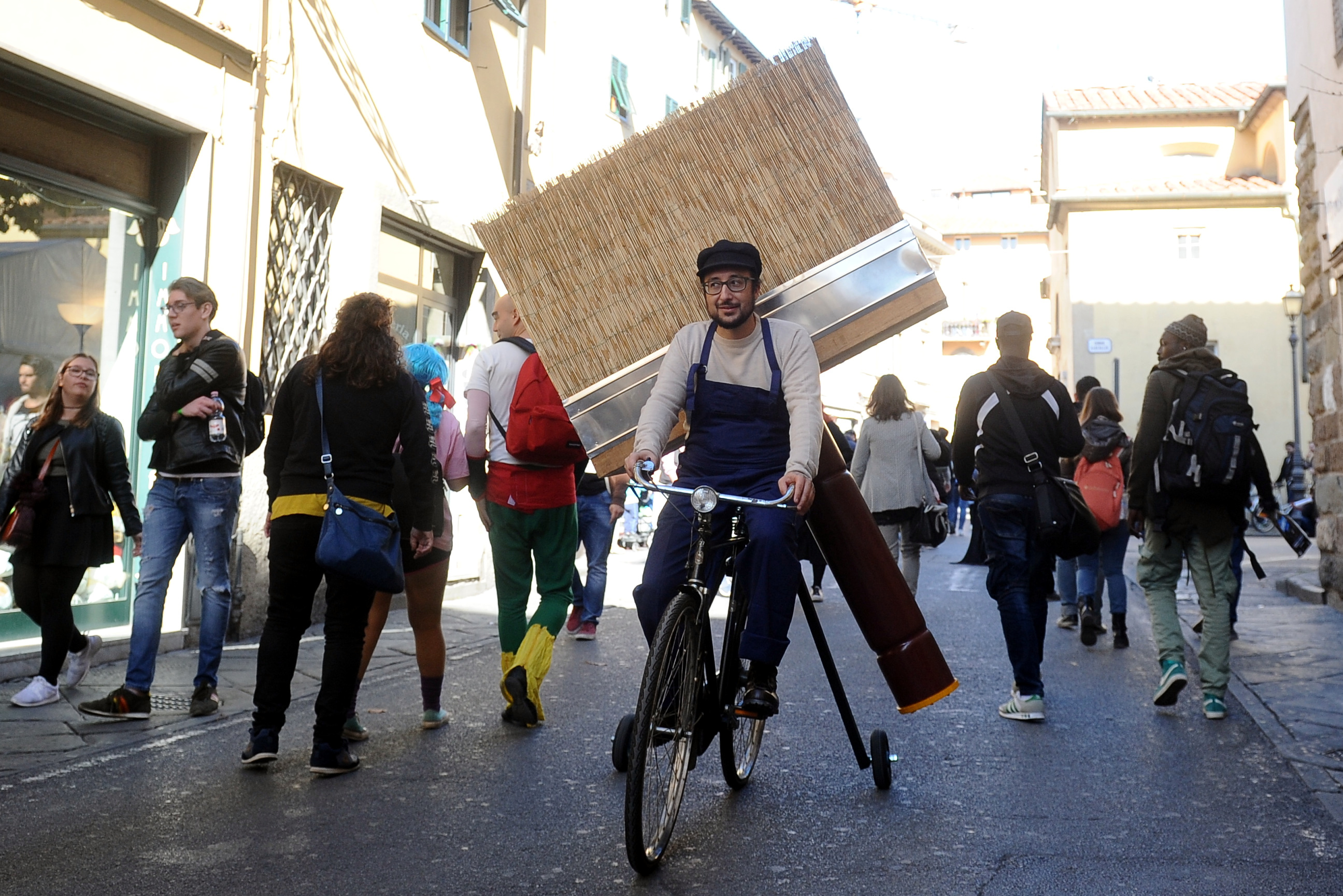
Un cosplayer del personaggio dello spot a Lucca Comics & Games 2017

La pubblicità dei Pennelli Cinghiale, ideata da Ignazio Colnaghi, è diventata col tempo un vero e proprio cult, e ancora oggi viene trasmessa nella versione originale. Stando alle parole di Alfredo Boldrini, titolare dell'azienda, lo spot risalirebbe al 1975. Tuttavia, l'attore protagonista dello spot avrebbe sostenuto che va in onda dal 1982, come confermato dall'azienda stessa e da altre fonti.
Un imbianchino (interpretato dall'attore caratterista Enzo De Toma) pedala nel traffico di Milano con un enorme pennello legato sulla schiena e viene fermato da un vigile (interpretato da Francesco Papi e doppiato da Carlo Bonomi) che chiede spiegazioni. Risponde «Devo dipingere una parete grande, ci vuole il pennello grande» e il vigile replica prontamente «Non ci vuole un pennello grande, ma un grande pennello» riferendosi ai prodotti dell'azienda. Nella versione più lunga dello spot, dopo una piccola digressione aziendale, imbianchino e agente pronunciano all'unisono lo slogan «Presto e bene sempre avviene con Pennelli Cinghiale!». Enzo De Toma non sapeva andare in bicicletta e fu sostituito da una controfigura in alcune inquadrature dove veniva ripreso da una certa distanza.
Papi e De Toma presero nuovamente i ruoli di imbianchino e vigile in un ulteriore spot, ma questo venne ritirato dato che poteva ledere l'immagine dei vigili urbani (in questo caso il vigile veniva centrato da una secchiata di vernice caduta dall'alto). L'enorme pennello trasportato da De Toma viene esposto ancora oggi in tutte le manifestazioni a cui l'azienda partecipa. Negli anni novanta venne prodotto un nuovo spot, con nuovi personaggi e un finale identico, ma venne ritirato e tornò in onda lo spot originale.